# Căile Ferate Române
A Căile Ferate Române (ejtsd: IPA [ˈkəjile feˈrate roˈmɨne]; rövidítve CFR) Románia állami vasúttársasága. 1880-ban alapították. Mind személy-, mind teherszállítás terén páneurópai szolgáltatásokat nyújt kliensei számára. Románia vasúti közlekedése terén máig a legjelentősebb szolgáltató az országban, mely jelentős állami szubvenciókat is ígénybe vesz működése során.
A társaságot ma négy önálló üzletág alkotja:
- CFR Călători – a személyszállítással foglalkozó üzletág;
- CFR Marfă – a teherszállítással foglalkozó üzletág;
- Compania Națională de Căi Ferate CFR SA (CNCF CFR SA) – pályafenntartással és -kezeléssel foglalkozó üzletág;
- Societatea Feroviară de Turism (SFT) – vasúti turisztikai szolgáltatásokkal foglalkozik, mint például nosztalgiajáratok üzemeltetése.

A társaság székhelye Bukarestben van, regionális központokkal Brassóban, Kolozsváron, Craiován, Jászvásáron és Temesváron. UIC azonosítókódja: 53-CFR.

## Történelem
A CFR-t 1880-ban alapították.

## Infrastruktúra
A romániai vasúti infrastruktúra karbantartásával és fejlesztésével a CFR Infrastructură vállalat foglalkozik.

## Személyszállítás
Romániában a vasúti személyszállítással elsősorban a CFR Călători foglalkozik. A vállalatnak nyolc területi alegysége van, és számos kisebb alegysége, amelyek a vasúti gördülőanyag javításával foglalkoznak, valamint számos területi jegypénztárral rendelkezik.

## Teherszállítás
Romániában a vasúti teherszállítás 1998-ig állami monopólium volt, a CFR egyik üzletága. A vasúti privatizációt követően, a 2000-es évek elején jelentek meg az első teherszállításra szakosodott magánvasúttársaságok. A teherszállítás nagy részét még napjainkban is a CFR Marfă, a CFR erre szakosodott vállalata végzi.

## Turizmus
A turistaszerelvények üzemeltetésével a CFR erre szakosodott üzletága, a Societatea Feroviară de Turism foglalkozik.

## Mozdonyok és motorvonatok
A CFR Călători és CFR Marfă több típusú mozdonyt üzemeltet: villanymozdonyokat (E), dízel-elektromos mozdonyokat (DE), dízel-hidraulikus (DH) mozdonyokat és dízel-mechanikus (DM) mozdonyokat.